# Université des Nations unies
 (avril 2021).
Si vous disposez d'ouvrages ou d'articles de référence ou si vous connaissez des sites web de qualité traitant du thème abordé ici, merci de compléter l'article en donnant les références utiles à sa vérifiabilité et en les liant à la section « Notes et références ».
L’université des Nations unies (UNU) est une université au Japon créée en 1973. Elle constitue la branche universitaire de l’Organisation des Nations unies (ONU) et sert les buts et principes énoncés dans la charte de cette dernière. L’UNU entreprend des recherches pour résoudre les problèmes mondiaux urgents tels que la survie, le développement et le bien-être humain, auxquels l’ONU et ses États membres accordent une attention particulière. En dépit de son statut d’université, il ne s’agit pas d’un établissement d’enseignement supérieur embrassant toutes les disciplines. En effet, L’UNU fonctionne plutôt comme un pôle de réflexion pour le système des Nations unies et établit un pont entre l’ONU, la communauté universitaire internationale et les responsables politiques.
Elle est dirigée par un recteur, David M. Malone, qui est le plus haut responsable académique et administratif de l’université et occupe également les fonctions de secrétaire général adjoint des Nations unies. Le siège de l’UNU se trouve à Tokyo (Japon) et l’université possède un vice-rectorat à Bonn (Allemagne) ainsi que des bureaux de liaison au siège de l’ONU à New York (UNU-ONY) et de l’UNESCO à Paris (UNU-OP). L’université comprend une série d’instituts et de programmes répartis dans 12 pays différents.
Le Conseil de l’UNU fait office de conseil d’administration de l’université ; il est composé de 24 membres qui sont désignés par le secrétaire général des Nations unies et le directeur général de l’UNESCO.

## Missions de l’UNU
L’université des Nations unies se consacre à la production et au transfert de connaissances ainsi qu’au renforcement des capacités aussi bien individuelles qu’institutionnelles pour servir les objectifs et principes de la Charte des Nations unies.
L’UNU a pour mission de contribuer, grâce à une collaboration en matière de recherche, à des activités de renforcement des capacités et de formulation de conseils, et à la résolution des problèmes mondiaux pressants qui intéressent l’ONU comme la survie, le développement et le bien-être humain.
Elle fonctionne comme un groupe de réflexion pour le système des Nations unies et ses États membres en émettant des conseils éclairés, fondés sur le savoir, en matière d’élaboration de politiques. Elle vise aussi à tisser des liens entre les Nations unies et la communauté universitaire internationale.
Enfin, l’UNU a vocation à mettre en œuvre des programmes de recherche et d’enseignement dans le domaine du développement durable en vue de venir en aide aux pays en développement.

## Histoire
L’université des Nations unies a été fondée en 1973 et a commencé ses activités en septembre 1975. Sa création remonte à 1969 lorsque U Thant, alors secrétaire général des Nations unies, propose de la mettre sur pied. Au fil des ans, plusieurs instituts appartenant à l’UNU ont été créés pour soutenir les programmes de recherche des Nations unies. En 2007, un vice-rectorat (UNU-ViE) a notamment vu le jour à Bonn (Allemagne) afin de renforcer la présence de l’UNU en Europe. Le vice-rectorat s’applique à apporter des solutions viables, fondées sur le savoir, aux problèmes mondiaux et joue le rôle d’organisateur actif de débats sur les politiques scientifiques menées à l’échelle internationale en vue de renforcer la durabilité.
À ce jour, l’UNU a connu six recteurs différents, David M. Malone étant l’actuel recteur depuis le 1er mars 2013. Les précédents recteurs élus étaient : James M. Hester (11 novembre 1974), Soedjatmoko (10 avril 1980), Heitor Gurgulino de Souza (30 mars 1987), Hans J.A. Van Ginkel (1er septembre 1997) et Konrad Osterwalder (1er septembre 2007).

## Activités de recherche
En décembre 2009, l’Assemblée générale des Nations unies amenda la Charte de l’UNU pour permettre à l’université de « délivrer des masters et des doctorats, des diplômes, des certificats ainsi que d’autres titres universitaires selon les conditions énoncées par le Conseil dans les Statuts ».
Le rôle de l’université des Nations unies est de produire de nouvelles connaissances, de renforcer les capacités aussi bien individuelles qu’institutionnelles et de diffuser les informations jugées utiles, auprès des publics concernés.
Dans le cadre de ces thématiques de travail, l’université des Nations unies entreprend :
- des recherches interdisciplinaires et transculturelles (en utilisant des méthodologies et des techniques innovantes, basées sur la science, afin d’étudier les évolutions importantes se manifestant au niveau mondial et d’élaborer des solutions tournées vers l’avenir). L’UNU conduit également des études ciblées sur les politiques et la prospective (qui sont destinées à développer des orientations politiques appropriées et à évaluer la faisabilité et les avantages comparatifs de chaque option).
- des formations post-universitaires (telles que des programmes d’étude destinés aux diplômés et des formations spécialisées portant plutôt sur les problèmes et les solutions que sur les disciplines traditionnellement enseignées à l’université). L’UNU met également en place des activités de renforcement des capacités (qui visent à aider les pays en développement, ou en phase de transition, à optimiser leur potentiel localement et à répondre aux problématiques actuelles ainsi qu’aux nouveaux défis émergents).
- le partage et le transfert de connaissances (pour faire parvenir, en temps opportun, des informations pertinentes sur les avancées scientifiques actuelles, les meilleures pratiques et les recherches de l’université, sous une forme utilisable aux personnes qui en ont le plus besoin et en feront le meilleur usage)

Comme prescrit par le Plan stratégique 2011-2014 de l’université des Nations unies, les 26 sujets principaux des travaux de l’universités des Nations unies recoupent cinq grands volets thématiques interdépendants : 
1. La paix, la sécurité et les droits de l’homme, l’édification et le maintien de la paix, la résolution des conflits et la sécurité humaine, la promotion du dialogue entre les civilisations, les religions et les cultures, les droits de l’homme et l’éthique, l’égalité des sexes et la prise en compte systématique de la situation des femmes.
2. Le développement socioéconomique et humain et la bonne gouvernance, la croissance et le développement économique, la lutte contre la pauvreté et les inégalités, la bonne gouvernance, le renforcement des capacités en matière d’éducation, le commerce équitable, les processus et répercussions de l’intégration régionale et de la coopération, le leadership, la gestion et l’entrepreneuriat.
3. La santé mondiale, les populations et  moyens de subsistance durables, l’eau potable et les services d’assainissement, l’alimentation et la nutrition pour le développement humain et social, la lutte contre le HIV/SIDA, l’évolution des populations et les migrations.
4. Le changement planétaire et le développement durable, le changement climatique : adaptation et atténuation, la santé écologique et la diversité biologique, les nouveaux risques et facteurs de vulnérabilité, la gestion durable des sols, de l’agriculture et des ressources naturelles, l’«économie verte».
5. Les sciences, la technologie, l’innovation et la société, les sciences, la technologie et l’innovation, les futures énergies durables, les milieux urbains viables, le logement et la construction durable.

Pris ensemble, ces grands volets thématiques définissent le champ d’action au sein duquel l’université réalise ses activités universitaires. Ces domaines et les sujets d’intérêt qu’ils recouvrent, ne sont toutefois pas conçus comme s’excluant mutuellement et n’ont pas vocation à être exhaustifs en ce qui concerne les questions abordées. De nombreux enjeux mondiaux pressants recoupent d’ailleurs plusieurs thématiques et doivent être appréhendés selon une approche globale et interdisciplinaire. Par ailleurs, des axes de travail majeurs (comme l’égalité des sexes, les droits de l’homme et la durabilité) se retrouvent dans tous les domaines d’action de l’université des Nations unies.

## Structure
Les travaux universitaires de l’UNU sont réalisés au sein d’un système mondial de recherche, d’instituts et de programmes de formation.

### Instituts
Institut de l’UNU sur les études comparatives d’intégration régionale (UNU-CRIS), Bruges (Belgique)
L’institut de l’UNU sur les études comparatives d’intégration régionale, à Bruges (Belgique), est spécialisé dans les processus et conséquences de l’intégration et de la coopération régionale. L’institut sert de ressource pour le système des Nations unies et dispose de liens particuliers avec les agences de l’ONU confrontées aux questions d’intégration régionale. L’UNU-CRIS travaille également en collaboration avec des programmes et centres dispersés dans le monde entier  qui sont concernés par ces thématiques.
Institut de l’UNU sur l’environnement et la sécurité humaine (UNU-EHS), Bonn (Allemagne)
L’institut de l’UNU pour l’environnement et la sécurité humaine, à Bonn (Allemagne), analyse des problèmes liés à la composante environnementale de la sécurité humaine et promeut les solutions à y apporter. L’UNU-EHS vise à l’excellence académique dans deux grands domaines thématiques : (i) l’évaluation de la vulnérabilité, l’analyse des capacités de résilience, la gestion des risques et les stratégies d’adaptation  au sein de systèmes liant milieu humain et environnement; et (ii) les déplacements de populations à l’intérieur des pays et la migration transfrontalière dus à des facteurs déclencheurs de type environnementaux.
Institut des hautes études de l’UNU (UNU-IAS), Yokohama (Japon)
L’Institut des hautes études de l’université des Nations unies, à Yokohama (Japon), s’emploie à faire progresser les savoirs et à promouvoir l’apprentissage pour l’élaboration des politiques afin de répondre aux défis d’un développement inscrit dans la durabilité écologique. Les programmes de recherche de l’institut analysent les questions environnementales au niveau local, régional et mondial d’un point de vue inter et multidisciplinaire, en associant à la fois les sciences de la nature et du vivant et les sciences sociales.
Institut international de l’UNU pour la santé mondiale (UNU-IIGH), Kuala Lumpur (Malaisie)
L’Institut international pour la santé mondiale de l’UNU (UNU-IIGH, ) à Kuala Lumpur (Malaisie), réalise des recherches ainsi que des activités de renforcement des capacités et de diffusion des connaissances relatives aux questions centrales de la santé humaine. Le but est de contribuer au développement et au renforcement du cadre politique des services de santé ainsi qu’aux mesures de gestion, particulièrement auprès des populations des pays en développement. L’UNU-IIGH participe aussi à la mise en œuvre d’approches de promotion et de prévention dans le domaine de la santé humaine.
Institut international de l’UNU pour la technologie des logiciels (UNU-IIST), Macao (Chine)
L’Institut international de l’UNU pour la technologie des logiciels (UNU-IIST), à Macao (Chine), a pour but d’aider les pays en développement à améliorer leurs capacités dans le domaine de la technologie des logiciels et des applications innovantes en matière de technologies de l’information et par là, leur aptitude à participer et à bénéficier du développement rapide des technologies de l’information et de la communication.
Institut de l’UNU sur les ressources naturelles en Afrique (UNU-INRA), Accra (Ghana)
L’Institut de l’UNU sur les ressources naturelles en Afrique (UNU-INRA), à Accra (Ghana), soutient la consolidation des capacités sur le continent africain en contribuant au renforcement des institutions nationales afin de promouvoir une utilisation viable des ressources naturelles africaine pour son développement. Le but est d’aider les scientifiques, les techniciens et les institutions basés en Afrique à acquérir la capacité de générer, adapter et appliquer des technologies et des connaissances, en vue d’encourager une utilisation plus efficace des ressources naturelles pour un développement autonome et de ce fait, concourir à l’éradication de la pauvreté rurale ainsi qu’à l’amélioration de la sécurité alimentaire.
Institut de l’UNU sur l’eau, l’environnement et la santé (UNU-INWEH), Hamilton, Ontario (Canada)
L’Institut de l’UNU sur l’eau, l’environnement et la santé, à Hamilton (Ontario, Canada), travaille directement sur la crise mondiale de l’eau. Ses trois missions principales fondamentales sont : (i) aider les pays en développement à atteindre les Objectifs du millénaire pour le développement (OMD) grâce au renforcement des capacités ; (ii) faciliter l’enrichissement des connaissances au niveau mondial et la mise en place de réseaux pour répondre à la question de l’eau ; et (iii) favoriser de meilleures pratiques en matière de gestion de l’eau et de gouvernance grâce à une recherche appliquée destinée à combler les lacunes politiques qui existent dans ces domaines.
Institut de l’UNU pour la durabilité et la paix (UNU-ISP), Tokyo (Japon)
L’Institut de l’UNU pour la durabilité et la paix à Tokyo (Japon) cherche à atteindre et promouvoir une meilleure compréhension des trois problématiques les plus urgentes du programme d’action des Nations unies : le changement climatique, le développement, la paix et la sécurité. L’UNU-ISP adopte une approche novatrice dans le domaine de la durabilité en liant ces trois thématiques transversales par le biais de recherches, d’initiatives éducatives et collectives  pour résoudre les problèmes actuels et anticiper les futurs défis qui se poseront à l’humanité.
Institut de l’UNU de recherche et de formations économiques et sociales sur l’innovation et la technologie (UNU-MERIT), Maastricht (Pays-Bas)
L’Institut de l’UNU de recherche et de formations économiques et sociales sur l’innovation et la technologie, à Maastricht (Pays-Bas), apporte un aperçu sur les facteurs sociaux, politiques et économiques qui déterminent les mutations technologiques et l’innovation. Les recherches de l’institut et les programmes de formation abordent un large éventail de questions politiques relatives à la gouvernance nationale et internationale en matière de science, de technologie et d’innovation, avec un accent mis sur la création, la diffusion et l’accès au savoir.
Institut mondial de l’UNU pour la recherche sur l’économie du développement (UNU-WIDER), Helsinki (Finlande)
L’Institut mondial de l’UNU pour la recherche sur l’économie du développement, à Helsinki (Finlande), conduit des recherches multidisciplinaires ainsi que des analyses politiques sur les changements structurels qui affectent les conditions de vie des populations les plus pauvres. L’institut sert également de forum pour l’interaction professionnelle et la promotion de politiques porteuses d’une croissance solide, équitable et écologiquement durable et a vocation à promouvoir le renforcement des capacités et la formation dans le domaine de l’élaboration de la politique économique et sociale.

### Programmes
- Programme de l’UNU sur la biotechnologie en Amérique latine et dans les Caraïbes (UNU-BIOLAC), Caracas, Venezuela

Le Programme de l’UNU sur la biotechnologie en Amérique latine et dans les Caraïbes à Caracas (Venezuela) est centré sur le développement des capacités en mettant l’accent sur une formation continue et axée sur la pratique, s’assurant ainsi que les applications biotechnologiques n’aient aucun impact négatif sur l’environnement. Il veille aussi au respect des droits de l’homme et des animaux.
- Programme de l’UNU sur l’alimentation et la nutrition pour le développement humain et social (UNU-FNP), Ithaca, New York

Le Programme de l’UNU sur l’alimentation et la nutrition pour le développement humain et social (UNU-FNP) à Ithaca, New York (USA) s’emploie à améliorer les conditions de vie en générant de nouvelles connaissances, en donnant accès à des informations nutritionnelles et alimentaires actuelles au sein des institutions et enfin, en aidant les professionnels de la nutrition et les spécialistes à appliquer ces connaissances à l’échelle locale.
- Programme de formation sur la pêche de l’UNU (UNU-FTP), Reykjavik (Islande)

Le Programme de formation sur la pêche de l’UNU à Reykjavik (Islande) contribue au renforcement des capacités dans les pays en développement où la pêche revêt une importance nationale ou régionale.
- Programme de formation en géothermie de l’UNU (UNU-GTP), Reykjavik (Islande)

Le Programme de formation en géothermie de l’UNU à Reykjavik (Islande) aide les pays en développement disposant d’un potentiel géothermique significatif à constituer des groupes de spécialistes du développement et de l’exploration géothermique en leur offrant des possibilités de formations spécialisées.
- Programme de restauration des terres de l’UNU (UNU-LRT), Reykjavik (Islande)

Le Programme de restauration des terres de l’UNU, officiellement créé en février, vise à soutenir les pays en développement dans leur combat contre la dégradation des terres, l’érosion des sols, les pratiques non viables d’utilisation des terres, la désertification et dans leurs efforts destinés à restaurer des terres.